# Józef Wiesław Rosłon

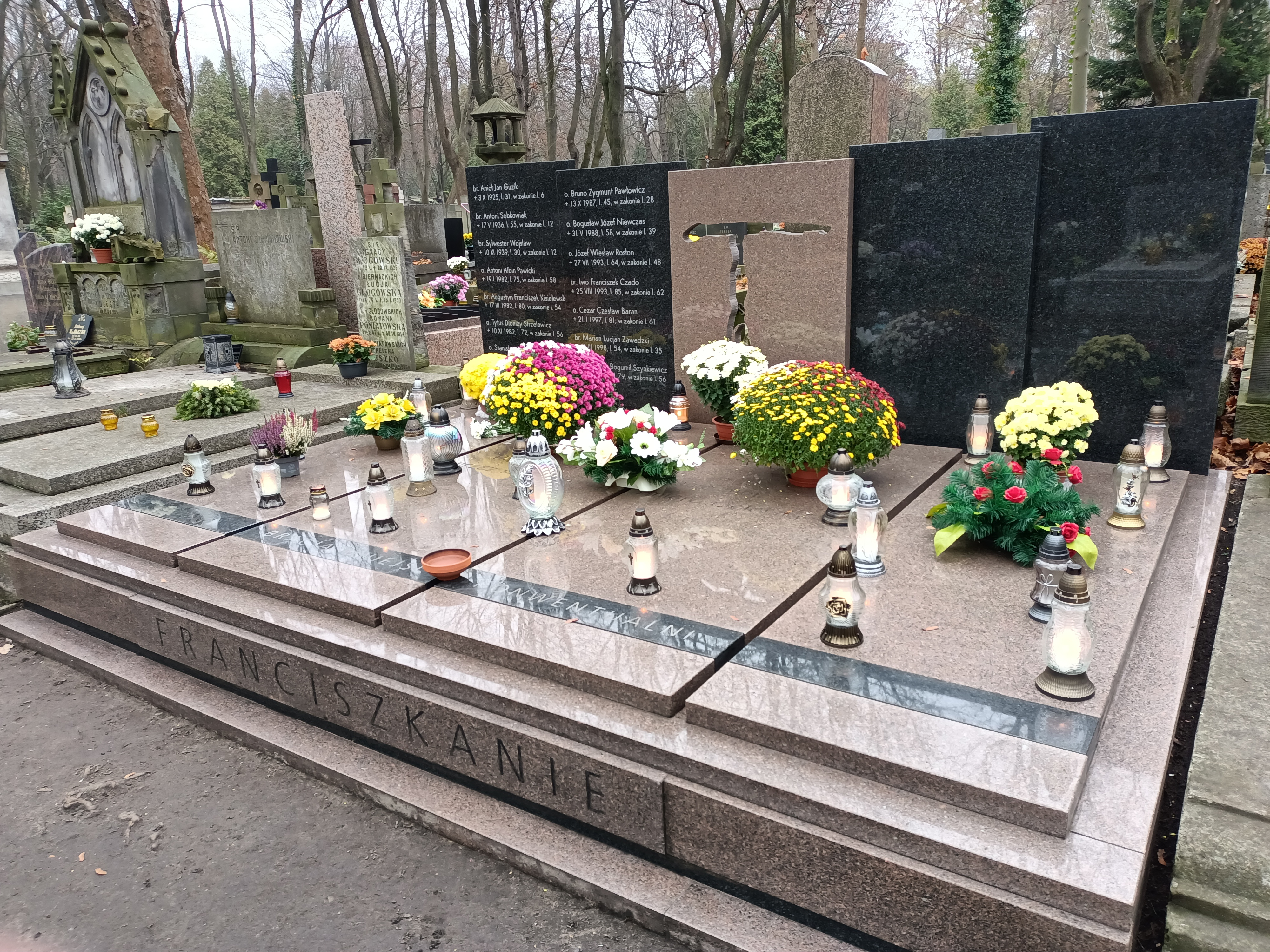
Grób Józefa Wiesława Rosłona na cmentarzu Powązkowskim

Józef Wiesław Leon Rosłon (ur. 13 stycznia 1929 w Warszawie, zm. 27 lipca 1993 w Perugii) – polski duchowny rzymskokatolicki, franciszkanin, profesor nauk teologicznych, biblista.

## Życiorys
W Warszawie odbył naukę w szkole podstawowej. Zrealizował dwie klasy szkoły handlowej. W 1944 wstąpił do zakonu franciszkanów konwentualnych. Odbył naukę w Niższym Seminarium Duchownym w Niepokalanowie. W 1948 uzyskał maturę i podjął studia filozoficzne w Gnieźnie. Studia teologiczne odbył w Krakowie w latach 1950-1953. 29 czerwca 1953 został wyświęcony na księdza. Został studentem na Wydziale Teologii Katolickiej Uniwersytetu Warszawskiego. W wyniku likwidacji tego wydziału rozpoczął studia na Akademii Teologii Katolickiej w Warszawie. Uzyskał tam w 1954 tytuł magistra teologii.
W 1955 został asystentem w Katedrze Biblistyki Starego Testamentu. Odbył studia w Papieskim Instytucie Biblijnym w Rzymie, zakończone w 1959 licencjatem na podstawie pracy pt. Notio epouranios in epistoła ad liebraeos. Kontynuując po powrocie z Rzymu pracę w ATK w 1962 został tam starszym asystentem w Katedrze Starego Testamentu. W 1962 uzyskał stopień naukowy doktora na podstawie rozprawy pt. Zagadnienia życia w pierwszych trzech rozdziałach Księgi Rodzaju. W 1967 został w ATK adiunktem. W 1971 otrzymał stopień doktora habilitowanego na podstawie rozprawy Zbawienie człowieka w Starym Testamencie. 1 listopada 1971 objął w ATK stanowisko docenta i kierownika Katedry Filologii Biblijnej. W 1977 został profesorem nadzwyczajnym, a w 1988 zwyczajnym.
Był wykładowcą w Wyższym Seminarium Duchownym Ojców Franciszkanów w Krakowie, a następnie w Łodzi—Łagiewnikach. Był wykładowcą języków biblijnych i teologii Starego Testamentu w Instytucie Teologicznym „Bobolanum” w Warszawie.
W zakonie pełnił funkcje kustosza kapitulnego, sekretarza prowincji, asystenta prowincjalnego i delegata prowincji do kapituły generalnej Zakonu w 1983.
Pod jego kierunkiem stopień doktora uzyskał w 1993 Roman Marcinkowski.
W lipcu 1993 podczas pobytu w Asyżu doznał wylewu krwi do mózgu. Zmarł 27 lipca 1993 w szpitalu w Perugii
Został pochowany na cmentarzu Powązkowskim w Warszawie (kwatera 224-6-17).